# Dasychira thysanoessa
Dasychira thysanoessa är en fjärilsart som beskrevs av Collenette 1933. Dasychira thysanoessa ingår i släktet Dasychira och familjen tofsspinnare. Inga underarter finns listade i Catalogue of Life.